# Письмо старого большевика
«Письмо́ ста́рого большевика́» — статья, анонимно опубликованная Борисом Николаевским в эмигрантском меньшевистском издании «Социалистический вестник» перед началом Большого террора в СССР 1937—38 годов. Описанные в нём события (борьба фракций в сталинском Политбюро 1930-х годов) не подтверждаются архивными источниками.

## История
С 22 декабря 1936 года в эмигрантском меньшевистском издании «Социалистический вестник» началась публикация статьи «Как подготовлялся московский процесс (из письма старого большевика)».

Перед самой сдачей номера в печать мы получили обширное письмо старого большевика, сообщающее крайне интересные сведения о настроениях и борьбе течений в советских верхах и бросающее свет на условия, в которых подготовлялся и проводился процесс Зиновьева--Каменева. Размеры письма и позднее получение его лишают нас, к сожалению, всякой возможности напечатать его в настоящем номере целиком. Окончание письма нам приходится отложить до первого номера 1937 года.

Настоящим автором документа являлся меньшевик Борис Иванович Николаевский, весной 1936 года имевший возможность лично общаться с Бухариным, прибывшим для покупки архива Маркса и Энгельса. Документ был составлен на основании этих бесед. Впрочем Николаевский официально признал своё авторство только в 1965 году.
По его словам, беседы с Бухариным имели место в феврале—апреле 1936 в Париже, куда он прибыл в составе советской делегации.
По всей видимости, факт общения Бухарина с меньшевиками стал известен в СССР, хотя на февральско-мартовском пленуме ЦК 1937 года о нём и не сообщалось. 27-29 декабря 1936 Карл Радек заявил в своих показаниях на допросе о якобы имевших место переговорах Бухарина с одним из лидеров меньшевизма Даном. Согласно воспоминаниям Л. О. Дан, Бухарин действительно появился на их квартире, заявив, что «Сталин не человек, а дьявол».
Факт контактов Бухарина с меньшевиками рассматривался в том числе и на Третьем московском процессе. Тогда же, в 1938 году, Николаевский заявил, что общение между ним и Бухариным ограничивалось только покупкой архивов. Жена Бухарина, Ларина А. М., называла документ фальшивкой Николаевского.

## Содержание
Указывается, что речь идёт исключительно о партийных верхах; обыватель относился к политике не просто равнодушно, а даже прямо мечтал, «чтобы его оставили в покое, дав ему возможность пожить спокойно».
По описанию автора, по состоянию на 1932 год обстановка в СССР была крайне тяжёлой. Переход к форсированной «сверхиндустриализации» за счёт выкачивания средств из крестьянства поначалу шёл неудачно — значительная часть страны находилась на грани голода, среди рабочих наблюдалось падение производительности труда вследствие недоедания. Всё это вызывало среди партийных верхов определённое недовольство Сталиным. Стремясь выработать альтернативу возглавляемой им генеральной линии, многие изучали разнообразные «платформы» — оппозиционные программные документы. Формально было запрещено не только их распространение, но каждый член партии ещё с 1923 года был обязан сообщать в ГПУ о каждом известном ему факте оппозиционной деятельности. Однако, как подчёркивает автор, в реальности это было трудновыполнимо — «бежать в ГПУ» по поводу каждой услышанной оппозиционной фразы было бы слишком затруднительно.
Из ходивших тогда по рукам «платформ» особый успех снискала так называемая «платформа Рютина». Она выделялась среди множества других «платформ» того времени своей особой направленностью против Сталина. Его критика занимала до четверти документа, и была особо агрессивной. Реакция самого Сталина оказалась крайне враждебной. Он поддержал предложение ОГПУ о расстреле Рютина. Сталин указывал, что в среде рабочей и студенческой молодёжи время от времени возникают террористические намерения, которые иногда даже выливаются в теракты против различного рода мелких партийных и советских работников. Было бы неразумно, карая исполнителей расстрелами, мягко относиться к подстрекателям к террору. Вместе с тем большинство Политбюро под влиянием Кирова тогда это предложение не поддержало, и Сталин был вынужден отступить.
В 1932 году речь ещё не могла идти о расстрелах оппозиции, большевики очень хорошо знали историю Французской революции, и о судьбе якобинской партии, занявшейся самоистреблением, им также было известно. Отдельные факты расстрелов имели место ещё в 1920-е годы (в частности, именно тогда был расстрелян известный террорист Блюмкин), однако они, как правило относились к идейным сторонникам Троцкого, работавшим в ОГПУ, и предупреждавшим своих сторонников о готовившихся против них репрессиях. Подобные расстрелы воспринимались, как наказание за измену своим служебным обязанностям, но не за сам факт оппозиционности. Автор также приводит пример анонимного меньшевика, похитившего из секретариата ЦКК (партийных контрольных органов) некие документы для их публикации в «Социалистическом вестнике» (эмигрантское меньшевистское издание). Он был расстрелян.
Серьёзный прорыв, по мнению автора, произошёл в 1933 году. Во-первых, в СССР был собран большой урожай. Это было воспринято, как крупный экономический успех, достигнутый в том числе, и благодаря Сталину; он понимал, что если экономические провалы продолжатся, недовольство против него рано или поздно найдёт выход, и «много работал сам, также заставив работать других». Под влиянием этого в партии окончательно распространились настроения, гласящие, что «Сталин победил», а интерес к изучению оппозиционных «платформ» упал. Картина политической борьбы в СССР в 1932—33 годах резко изменилась. Если ранее речь шла о борьбе неформальных группировок «троцкистов», «зиновьевцев», «сталинцев», то теперь речь стала идти о борьбе одних «сталинцев» с другими. Эта борьба приняла форму настойчивых попыток оказать влияние на Сталина лично, убедив его склониться к принятию того или иного решения.
Кроме того, в 1933 году к власти в Германии окончательно пришли нацисты, и неизбежность новой большой войны окончательно стала очевидной. Большое впечатление на партийные верхи также произвели данные о немецкой активности на Украине, и о так называемом «заговоре гомосексуалистов» 1933 года. Речь начала идти не только о технической подготовке к войне, но также о создании «необходимой психологии тыла». Здесь столкнулись два подхода. «Партия мира» предлагала прийти к широкому компромиссу с бывшими фракционерами и также потенциально нелояльной беспартийной интеллигенцией. Виднейшими представителями «замирения» были, в первую очередь, Горький и Киров.
Горький в середине 1930-х годов имел огромное влияние на Сталина, которое он использовал, чтобы склонить его к «замирению». Однако, в отличие от Кирова, Горький не занимал никаких постов и не входил в Политбюро.
Популярность Кирова в 1932—1934 годах была огромной. На XVII съезде (1934 год) он был встречен, как триумфатор. Сталин также ценил Кирова, как одного из ближайших своих соратников в период борьбы с оппозицией, однако всё же Киров несколько раздражал его своей самостоятельностью. Автор подчёркивает, что именно Киров являлся одним из руководителей «раскулачивания», и также руководил целым рядом лагерей, так что в щепетильности к человеческой жизни его нельзя упрекнуть. Однако тогда именно Киров стал одним из лидеров «партии мира». Под его влиянием в партии был восстановлен целый ряд бывших оппозиционеров, некоторые из которых (в частности, Каменев) даже выступили с покаянными речами на XVII съезде. Эти речи, впрочем, были довольно двусмысленными: так, Каменев выступил с откровенной апологетикой единоличной диктатуры, однако его выступление содержало также и завуалированные намёки, что если Сталин не справится с возложенной им на себя ролью, тогда катастрофа ждёт не только его, но и всю страну.
Успех «партии мира» Кирова-Горького казался несомненным, в 1934 году этот вопрос наконец был решён. Рассматривался вопрос о переводе Кирова в Москву, на работу в секретариат ЦК. Тем большим шоком для партии стало неожиданное убийство Кирова 1 декабря 1934 года.
Автор подробно останавливается на личности убийцы, Николаева Л. В. Он был довольно обычным для своего времени молодым человеком, на своё несчастье попавшим в орбиту большевистской пропаганды. Тяготы Революции и Гражданской войны серьёзно подорвали его здоровье и психику. В 16 лет Николаев пошёл добровольцем против Юденича, в дальнейшим работал на различных должностях, в том числе какое-то время и в ГПУ (что в 1930-е годы было засекречено). Судя по своему дневнику, Николаев тяжело переживал превращение ранней большевистской партии, которую он считал неким романтическим «братством на крови», где многое было построено на неформальных связях и духе товарищества, в сильно формализованную бюрократическую организацию. Характер у Николаева был трудный, вследствие ряда конфликтов он исключался из партии. Однако затем он был восстановлен с пояснением, что эти конфликты вызваны нервным срывом вследствие переутомления. Постепенно он подпал под сильное влияние официальной партийной литературы, прославлявший дореволюционный террор против царских чиновников и генералов. В Николаеве постепенно выросло решение «принести себя в жертву», уничтожив одного из «узурпаторов». Было очевидно, что никаким оппозиционером Николаев никогда не являлся. Он не принадлежал ни к каким фракциям. Известно лишь, что в 1925 году он голосовал за резолюции Зиновьева, но также хорошо было известно, что тогда за Зиновьева было 90 % ленинградской парторганизации (которую Зиновьев очень жёстко контролировал). После чистки Ленинграда от «зиновьевцев» Николаев даже никак не был наказан. Тем не менее, речь уже шла не о наказании организаторов террора, но о подстрекателях к нему. К 1934 году благодаря самому же Кирову в Ленинграде скопилось немало бывших лидеров оппозиции. Многие из них ранее занимали высокие посты, но, проиграв борьбу за власть в 1920-е годы, они их потеряли. Вся их оппозиционная деятельность теперь сводилась к неформальным встречам друг с другом в частном порядке; у себя на кухнях они нередко вели «фрондирующие речи». Также остро встал вопрос и о ленинградском управлении НКВД. Строго говоря, речь шла о халатности: Николаев был невоздержан на язык, и о его террористических намерениях было известно. Однако при этом он смог беспрепятственно подобраться к Кирову с оружием.
Для следствия Сталин откомандировал в Ленинград абсолютно лояльного ему чекиста Агранова, одного из самых преданных сторонников Ежова. В связи с особой важностью происшествия, Сталин также сам прибыл в Ленинград, где лично допросил Николаева, и также лично руководил расформированием ленинградского управления НКВД. Рапорт, составленный «ежовцем» Аграновым в Ленинграде, изображал скопившихся в Ленинграде фракционеров, как непосредственных организаторов террора, основавших в городе чуть ли не целое подполье. Это было преувеличением; на деле же речь шла о наказании за подстрекательство к террору. Ленинградское управление НКВД отвечало на обвинения тем, что большое количество бывших оппозиционеров скопилось в городе в соответствии с распоряжениями самого же Кирова. Сотрудники ленинградского отдела НКВД были осуждены на незначительные, по меркам того времени, сроки.
Горький, узнав об убийстве Кирова, поначалу пришёл в ярость, и требовал самого жёсткого наказания для виновных. Однако, когда стало ясно, что убийство будет использовано для поворота от «замирения» к репрессиям, он начал пытаться их остановить. Однако это было бесполезно: Сталин отказывался его слушать, начали появляться отчётливые признаки, что Горький в опале.
На первое место уверенно вышла «партия войны», настаивавшая фактически на массовом истреблении бывших фракционеров, как потенциально нелояльной «пятой колонны» в условиях подготовки к большой войне. Из лидеров этого направления автор называет, в первую очередь, Кагановича и Ежова. После 1934 года Сталин явно подпал под влияние Ежова и Кагановича. Каганович характеризуется, как человек несомненно огромной работоспособности и хороший организатор, но вместе с тем непоследовательный и вероломный. Если Каганович изображён автором, как человек явно талантливый, но аморальный, то Ежов нарисован законченным садистом; никаких способностей у него нет, и он глубоко ненавидит всех, у кого они есть. Ежов ненавидел хороших ораторов (сам он красиво говорить не умел), писателей (писать он тоже не умел), старых большевиков с опытом дореволюционной подпольной деятельности (которой у Ежова также не было). Ежов вскоре постарался закрыть, в частности, общество бывших политкаторжан, литературой которого зачитывался убийца Кирова.
Речь теперь уже шла о массовых арестах сторонников «замирения» (Кировский поток) и подготовке Первого московского процесса (процесса Зиновьева-Каменева-Смирнова). Основным организатором этого процесса стал Ежов, возвышенный Сталиным с началом подготовки к Большому террору. Предыдущий нарком внутренних дел, Ягода, пытался сопротивляться происходящему, за что был смещён и арестован.
После Первого московского процесса произошло падение Енукидзе, одного из личных друзей Сталина. Енукидзе негативно относился к началу репрессий, пытался помочь арестованным и ссыльным, и в итоге по требованию Ежова был снят со всех постов.
Постепенно Сталин пришёл к выводу, что слою «старых большевиков» доверять нельзя. Клянясь ему в верности, при первой же возможности они отвернутся.

Выросшие в условиях революционной борьбы против старого режима, мы все воспитали в себе психологию оппозиционеров, непримиримых протестантов. Хотим мы этого или не хотим, наш ум работает в направлении критики… С таким человеческим материалом скептиков и критиканов ничего прочного построить нельзя, а нам теперь особенно важно думать о прочности постройки советского общества, так как мы идем навстречу большим потрясениям, связанным с неминуемо нам предстоящей войной…мероприятия…должны помочь такой перестройке правящего слоя страны, при которой из его рядов были бы изгнаны все зараженные духом критики и был бы создан новый правящий слой с новой психологией, устремленной на положительное строительство

Придя к подобным выводам, Сталин через Агранова, Ежова и Вышинского организовал Второй московский процесс, после чего уехал отдыхать на Кавказ — с тем, чтобы нельзя было собрать Политбюро и обсудить происходящее.
Документ заканчивается ожиданием массового истребления «старых большевиков» при полном равнодушии советских обывателей, на которых «сыпятся всевозможные льготы и послабления. Делается это сознательно: пусть в его воспоминаниях расправа с нами будет неразрывно связана с воспоминанием о полученных от Сталина послаблениях».